# Britta Snickars
Britta Margareta Snickars, född 20 maj 1953 i Styrsö församling, är en svensk organist och koraltonsättare.
Snickars är utbildad vid Kungliga Musikhögskolan 1976–1981. Hon arbetade som organist i Kista församling i Stockholms stift 1980–1996 och var musikkonsulent i Stockholms stift 1992–2000. Från år 2000 var hon körledare och organist i Strängnäs domkyrkoförsamling med Aspö. Mellan  2009 och 2011 var hon tjänstledig därifrån för att tjänstgöra som organist i  Svenska kyrkan i London. Från juni 2013 arbetade hon som körledare och organist i Kungsholms församling i Stockholms stift. 
Snickars har undervisat vid kantorsutbildningen på Stora Sköndal och vid kyrkomusikerprogrammet på Kungliga Musikhögskolan i Stockholm. Hon har tonsatt sinnerobönen. Den finns numera med i "Psalmer i 2000-talet" tillsammans med några andra tonsättningar av Snickars. 
Snickars har komponerat koralmelodin till psalm nr 656, Visa mig, Herre, din väg, i Den svenska psalmboken 1986, samt andra koraler till psalmtexter bland annat för Psalmer i 2000-talet och Jubel och sång.

## Psalmer
- 656 Visa mig, Herre, Din väg
- 814 Här vid stranden
- 819 Gud, ge mig sinnesro
- 859 Lucia, Du strålande brud
- 875 Släpp loss spratten
- 894 Heliga gåvor